# Finn Geneser
Finn Geneser (død d. 7. august 2018) blev uddannet læge ved Aarhus Universitet i 1965. I 1975 modtag han medicinsk doktorgrad i hjerneforskning. Han er bedst kendt på de danske medicinstudier for sit forfatterskab af Genesers Histologi. Geneser har undervist og eksamineret histologi, samt været censor i faget ved Københavns Universitet og Syddansk Universitet.